# Cercle de Nioro du Sahel
Le cercle de Nioro-du-Sahel est une Circonscriptions administratives malienne, il constitue le 1er cercle de la région de Nioro-du-Sahel, depuis 2023.

## Histoire
Lors de la réforme administrative de la République Soudanaise en 1960, la localité de Nioro-du-Sahel est instaurée comme le chef-lieu de l'un des quatre cercles de la région de Kayes.

## Subdivision
Il compte 10 communes : Diaye Coura, Gavinané, Gogui, Guétéma, Kadiaba Kadiel, Nioro, Nioro Tougoumé Rangabé, Yéréré Simbi, et Youri.
Depuis 2023, le cercle est divisé en 4 arrondissements, 10 communes dont deux communes urbaines: Nioro et Youri; 128 villages, fractions, quartiers : VFQ, il est codé en  1101.
| Code   | Arrondissement                           |
| ------ | ---------------------------------------- |
| 110101 | Arrondissement central de Nioro du Sahel |
| 110102 | Arrondissement de Gavinané               |
| 110103 | Arrondissement de Gogui                  |
| 110104 | Arrondissement de Simbi                  |

| Code     | Commune                | Chef-lieu              | VFQ |
| -------- | ---------------------- | ---------------------- | --- |
| 11010101 | Guétéma                | Guétéma                | 8   |
| 11010102 | Gadiaba Kadiel         | Kadiaba Kadiel         | 11  |
| 11010103 | Nioro du Sahel         | Nioro du Sahel         | 14  |
| 11010104 | Nioro Tougouné Rangabé | Nioro Tougouné Rangabé | 18  |
| 11010105 | Yéréré                 | Yéréré                 | 10  |
| 11010201 | Diaye Coura            | Diaye Coura            | 11  |
| 11010202 | Gavinané               | Gavinané               | 23  |
| 11010203 | Youri                  | Youri                  | 1   |
| 11010301 | Gogui                  | Gogui                  | 11  |
| 11010401 | Simbi                  | Simbi                  | 18  |